# フラッグ・スマッシャー
フラッグ・スマッシャー（Flag-Smasher）は、マーベル・コミックによって出版されたアメリカン・コミックスに登場する反ナショナリストカール・モーゲンソー（Karl Morgenthau）とガイ・ティエロー（Guy Thierrault）が扮するスーパーヴィランで、キャプテン・アメリカをはじめ、パニッシャー、ムーンナイト、ゴーストライダー、“ランナウェイズ”、“リバティーンズ”、デッドプールなどのヒーローたちと敵対する。

## コンセプトと創造
フラッグ・スマッシャーは、マーク・グルーンウォルドによりキャプテン・アメリカの宿敵にして、反愛国心を象徴するヴィランとして創造され、1985年12月に『キャプテン・アメリカ』第312号でデビューした。

## キャラクター経歴

### カール・モーゲンソー
最初のフラッグ・スマッシャーであるカール・モーゲンソーは、スイス・ベルンの裕福な銀行家兼外交官である男性の息子として生まれ、父親のような外交官になることを夢見ていたが、“ラトヴェリア”の大使館での暴動で父親が命を奪われると彼は、国家とナショナリズムの概念を廃止する必要があると考えるようになった。
フラッグ・スマッシャーとなったモーゲンソーは、父親から相続した遺産を元手に“アルティメイタム”を設立して反国家主義的なテロ組織に仕立て、自らは最高司令官となった。そしてテロリズムを利用し、反ナショナリストの感情を広め、アルティメイタムを率いたモーゲンソーは、アメリカの旅客機をハイジャックし、乗客を人質に取り、“S.H.I.E.L.D.”と力を合わせて彼の陰謀阻止を試みるスティーブ・ロジャース/キャプテン・アメリカ（初代）の降伏を要求した。ロジャースからの説得を拒否し続けて戦いを挑んだモーゲンソーだったが敗北し、当局に引き渡された。
後にモーゲンソーは、アルティメイタムの新たな拠点を構えた北極において、地球から電力を奪い取る装置“アルティメイタム・デバイス”を完成させた。しかし、デバイス開発のためにアルティメイタムへ資金を提供していたヨハン・シュミット/レッドスカルにデバイスを利用されてしまい、彼を止めるためにモーゲンソーは、彼はキャプテン・アメリカに応援要請したが、駆け付けたのがロジャースではなくジョン・ウォーカー/キャプテン・アメリカ（2代目）であったことに憤慨し、ウォーカーを倒してロジャースも呼び出し、紆余曲折の末、レマー・ホスキンス/バトルスター、デニス・ダンフィー/デモリションマンも加えた5人でチームを組み、シュミットと戦ってデバイス起動の阻止に成功した。
モーゲンソーは再びアルティメイタムのボスになり、アメリカ政府にクーデターを実行したがマーク・スペクター/ムーンナイトとフランク･キャッスル/パニッシャーによって食い止められた。また、武器の配布を通じてアメリカを無政府状態に陥れようと試みた際には、パニッシャーとダニー・ケッチ/ゴーストライダーにその陰謀を阻止された。
モーゲンソーは後に記憶喪失となったダンフィーを捕まえて人質とし、ロジャースとの再戦を切望して彼を呼び出すが、またしても駆け付けたのがウォーカー/U.S.エージェントであることに怒りつつ、彼と激戦を繰り広げた末に北極海に落ちた。そして“ロクソン・オイル社”によってモーゲンソーは回収され、超人的な強さを持つバーサーカーに変えられたが、後にその力を失った。
幾多のテロ活動が失敗に終わる結果となったモーゲンソーは、権力間の妥協としてV大隊によって“ルメキスタン”の支配者となった。だが後にモーゲンソーは、支配者の座をケーブルに奪われ、ドミノによって暗殺されたことが明らかになった。

### ガイ・ティエロー
モーゲンソー亡き後、アルティメイタムのエージェントの一人であるカナダ人ガイ・ティエローは、反ナショナリズムを継続する役割を引き受けた。『シビル・ウォー』のストーリーにおいて彼はサンタ・モニカ・ファーマーズ・マーケットを攻撃し、“超人登録法”反対を示したが、“ランナウェイズ”に敗れた。
その後ティエローは、アーニャ・コラソンを襲ったが、今度はピーター・パーカー/スパイダーマンに敗れ、彼は次に「新しい」フラッグ・スマッシャーと表現された。
それからティエローは、“リバティーンズ”と戦って敗北し、遂に投獄された。だがティエローは戻ってきて、ニューヨークのダイナーへ攻撃を開始し、そこにいたリッキー・バーンズ/ノーマッドは、同伴していた友人のジョンが爆発で負傷したことからノーマッドのユニフォームを着て、ティエローと戦った。その結果ティエローは、サム・ウィルソン/ファルコンとレッドウィングの助力を得たリッキーに倒されて再び逮捕・投獄された。
ティエローは後に中東の銀行家を拉致したが、その後フラッシュ・トンプソン/ヴェノムと対峙し、彼が有する“シンビオート”の殺人的な猛攻に屈して、ヴェノムに右腕を噛み切られた。
その後アルティメイタムのメンバーの多くを率いて“ヘリキャリア”に潜入したが、ウェイド・ウィルソン/デッドプールによってメンバーを一網打尽にさせられ、自らもデッドプールに敗れた。
そしてティエローは、モーゲンソーと同名の別人であるカールというアルティメイタムのメンバーによって殺害され、フラッグ・スマッシャーの肩書きは、カールが引き継いだ。
だが最終的にカールは、デッドプールに攻撃を仕掛けたもの、全てのアルティメイタムの部隊と共に全滅した。

## 能力・スキル
モーゲンソーは、幼い頃から習っていた松濤館空手の達人にして、アスレチックマン、兵士、テロリスト、戦略家としても優秀で、英語、フランス語、ドイツ語、ロシア語、イタリア語、日本語、エスペラントに堪能なマルチリンガルである
アルティメイタムのメンバーから、火炎放射銃、催涙ガス銃、スパイクメイス、盾、飛行に使用されるジェット推進スキー、テレポーテーション装置、潜水艦、ホバークラフトなど、数多くの武器やその他の装置、ビークルを供給され、行使した。

## その他のバージョン
『スパイダーゲドン』においては、アース138バージョンのカール・モーゲンソーが、血清で強化された肉体とキャプテン・アメリカに似た衣装及び強固な盾を持つ“キャプテン・アナーキー”として登場する。

## MCU版
マーベル・シネマティック・ユニバース（MCU）の『ファルコン&ウィンター・ソルジャー』では、テロリスト集団の“フラッグ・スマッシャーズ（Flag Smashers）”として登場する。

### 概要
カーリ・モーゲンソウ率いるテロリスト集団。地球を押し込むような赤い右手形をシンボルとする。“デシメーション”から復活した人々を難民として支援しながらも“ザ・ブリップ”の5年間を過ごした人々については対処しなくなった社会情勢に憤った者たちで構成される。その活動内容と目的は、“GRC”などの施設から物資強奪を行って、冷遇されている人々のためのキャンプの設営及び薬や食料を配付すること、そして世の中をザ・ブリップの頃の国境なき世界に「正常回復」させることである。
主要メンバーは「世界はひとつ、人間も」を標語とし、大衆からは非難されて直接誹謗中傷が送られるほか、ICPOからも指名手配される一方で、その活動に賛同する人々も少なからず現れ、このような者たちとSNSにメッセージを投稿することで連帯し、支持や援助を受け、場合によっては信号を発してテロ活動に直接参加させることまである。

### メンバー
カーリ・モーゲンソウ（Karli Morgenthau）
演 - エリン・ケリーマン
日本語吹替 - 神戸光歩
フラッグ・スマッシャーズのリーダー。パーマがかかったヘアースタイルと大人しそうなそばかす顔が特徴の若い女性で、以前は教師になることを夢見る孤児だった。だが、アメリカ政府が消滅から復活した人々を難民として支援しながらもザ・ブリップの5年間を過ごした自身を含む人々については具体的な施策をとらなくなった社会情勢に憤りと無力感を抱えて“マドリプール”へ流れ着き、出会ったシャロン・カーター/パワー・ブローカーに師事した。そして彼女とは目指すものが異なると知ると袂を分かって、自身と同じ理想を持って超人化したドヴィッチらと共に、冷遇されている人々を救済し、ザ・ブリップの頃の世界を取り戻すべくテロ活動に乗り出した。
強奪した物資を再定住キャンプの難民たちに快く届けることに加え、養母だったドンニャ・マダーニや同胞たちが命を落とすと涙を流す傍ら、「至上主義を叩き潰すために戦う」・「邪魔者は罪人」と断言する極端な考えを持ち、バッキー・バーンズ/ウィンター・ソルジャーとはじめて対峙した際には人質を装って不意打ちしたり、拘束したGRCの軍人たちを施設ごと爆破し、表情ひとつ変えずに「この言葉が一番通じる」と説くなど、投与された超人血清の副作用で、活動時には目的のためなら手段を選ばない無法者として振る舞う。また、同胞たちや支持者への合図として口笛を吹く。
ドヴィッチらとフラッグ・スマッシャーズを結成し、超人血清数本を携えてマドリプールを離れ、ヨーロッパ各地で資金や物資の強奪と、再定住キャンプの難民たちを支援する日々を過ごして、集めた支持者のサポートも受ける中、初対決したサム・ウィルソン/ファルコンとバッキーたちを超人の力であしらうも、自身らもマティアスを失い、支持者であるルディたちもGRCによって取り締まりを受けたという現実に直面する。
それでも活動をやめず、所有していた血清で超人の仲間を増やそうとし、ドンニャの弔問の後に世の中で不利な立場にいる黒人として説得を試みるサムへ僅かに親近感を覚えるが、ジョン・ウォーカー/キャプテン・アメリカ（2代目）が乱入したことから、彼らへの敵意が増大。そこからヘルムート・ジモ/バロン・ジモに血清を破棄されたものの、サムとウォーカーの分断を提案し、サムと再度の邂逅のためにサラ・ウィルソンに脅迫電話も行い、ウォーカーの相棒であるレマー・ホスキンス/バトルスターを結果的に手にかけるなど、過激な行為を次々ととってしまう。
そしてニコまで失い、再定住キャンプも閉鎖させられたことを知ると、GRCの区画法令の採決阻止のために、会議場があるニューヨークへ渡米。武器を提供してきたジョルジュ・バトロックや多数の支持者らを加勢させ、会議場を占拠し、駆けつけたバッキーからの電話による説得に応じず、人質に取ったGRCの議員たちも自分たちも死んでも構わないと発言し、バッキーたちとの戦いで不利な状況の打開として車両に閉じ込められた人質を利用するなど暴虐の限りを尽くした。
やがてサム・バッキー・ウォーカーの3人に立ちはだかれるとその場から一時逃走。逃げた先で遭遇したシャロンから自分の下に戻るよう誘われるが、その様子を見て脅してきたバトロックを撃った彼女へ発砲してしまう。そして反撃せずに自らを止めようとするサムにも応戦を促しながら一方的に攻め立てるも、シャロンが放った銃弾を受けて致命傷を負った。駆け寄って来たサムへ彼の呼びかけが届いていたことを示すように謝罪の言葉を遺してそのまま絶命し、その遺体はサムから救急隊員に引き取られる。
ドヴィッチ（Dovich）
演 - デズモンド・チアム
日本語吹替 - 福田賢二
フラッグ・スマッシャーズの一員である、屈強な長髪の青年。かつては高給に惹かれてマドリプールで警備員をしていた。ドンニャを亡くして落ち込むカーリを気遣うと共に彼女の残忍性を戦慄したり、バトロックとの共闘に一度反対するなど、モラルを失いきっていない男性である。
スイスでは、自ら中心となって銀行を襲撃し、警官やホアキン・トレスを倒した。その後も、カーリらと共にヨーロッパ各地で活動し、サムとバッキーや、ウォーカー&レマーと連戦を繰り広げるが、ニューヨークでは、人質にしたGRCの議員たちを巡るサムたちとの激闘の末に、ジジやディーディーと共にアプリを使って逃げ道を探しながら撤退を図るも、バッキーのアプリ操作に嵌まって追い込まれ、ニューヨーク市警に逮捕された。そして後日移送されはじめた直後に、エズニックによる護送車爆破に巻き込まれて死亡する。
ジジ（Gigi）
演 - ダニ・ディーテ
フラッグ・スマッシャーズの一員の女性。ニューヨークでドヴィッチやディーディーと共に逮捕された後に、護送車の爆破に巻き込まれて死亡する。
ディーディー（DeeDee）
演 - インディア・ビュジー
フラッグ・スマッシャーズの一員の女性。ニューヨークでドヴィッチやジジと共に逮捕された後に、護送車の爆破に巻き込まれて死亡する。
レノックス（Lennox）
演 - レネス・リベラ
フラッグ・スマッシャーズの一員である坊主頭の巨漢。ニューヨークでは装甲車のドライバーに変装して現地に潜り込むが、地下駐車場で遭遇したシャロンに水銀蒸気爆弾を着衣に取り付けられ、そのまま装甲車を運転した直後に噴射された水銀蒸気で身体を焼かれて死亡する。
ディエゴ（Diego）
演 - タイラー・ディーン・フローレス
フラッグ・スマッシャーズの一員である男性。航空機の操縦技能を持ち、ニューヨークではパイロットに変装して人質にとったGRCの議員たちを乗せたヘリコプターを操縦するが、駆け付けたサムとの激しい空中戦の末に川へ落とされた。それからは彼への追跡依頼がスピーチを終えたサムに来る場面があったものの、直接の描写は無かったため、その去就は不明。
ニコ（Nico）
演 - ノア・ミルズ
フラッグ・スマッシャーズの一員である男性。「亡き祖父の“ルーカス”がレジスタンスとしてナチスと戦っていた」・「キャプテン・アメリカ（初代）に憧れ、彼とカーリだけは真っ当な人間と思えた」と語るなど、ドヴィッチと同様に典型的な悪党ではない人物。
ヨーロッパ各地で活動を続ける中、リガにおける混戦の最中に、レマーを手にかけられて怒り狂ったウォーカーによって噴水広場に倒れ込み、キャプテン・アメリカの盾を振るうウォーカーに撲殺される皮肉な最期を遂げる。
マシアス（Matias）
演 - ネス・バウティスタ
フラッグ・スマッシャーズの一員の男性。ブラチスラヴァでパワー・ブローカーが差し向けた追手からカーリらを離陸させるため、単身で立ちはだかり、電柱を倒して足止めするも、追手の発砲により絶命する。

### 能力
主要メンバーは“超人血清”を打たれたため、身体が強化されており、常人を大きく上回り、ヒーローであるサムやバッキーたちと互角以上に渡り合えるほどの脅威的な身体能力を発揮できる。

### 武装
仮面
活動時に被るホッケーマスク風の仮面。暗青色の本体にフラッグ・スマッシャーズのシンボルがペイントされており、主要メンバーだけでなく、テロ活動に駆け付けた支援者たちにも1つずつ配布して被せられる。
ナイフ
メンバーたちの主武装。ベンチメイド（162）ブッシュクラフターや、コールド・スチール マスター・タントーをコンバットナイフとして駆使する。
CZ P-09
バトロックから提供されたハンドガン。カーリが使用。
H&K MP5K
バトロックから提供されたサブマシンガン。ディエゴが使用。
発煙弾
バトロックから提供された掌大の球状手投げ弾。起動させると、スリットの部分が緑色に発光し、本体からガスが散布される。GRCの議員たちを誘導する罠として、区画法令の採決が行われているニューヨークの会議場に投げ込まれる。
特殊電子錠
バトロックから提供された円形の電子ロック装置。これを設置してロックされたドアは、バッキーの超人的な腕力でも開けられず、装置本体も設置すると物理的な力では直接外せなくなるほどかなり強靭な電子錠である。カーリらは装甲車にGRCの議員たちを乗せると、車体のドアにこれを設置してロックし、議員たちを車内に閉じ込めて苦しめたが、サムが操る“レッドウィング”のレーザートーチで焼き切られる。
このほかにも、ニューヨークでの決戦時に、戦地となった建設現場のパーキングメーターやH形鋼、コンクリートブロックなども直接攻撃の凶器として使用している。

### 描写
『ファルコン&ウィンター・ソルジャー』
カーリが超人血清を全て奪ってマドリプールを離れた直後の2024年に結成されると、ヨーロッパ各地を中心に半年間活動し、世界で危険な存在と認知されると共に世界中に支持者たちも得ていったが、サムとバッキーや、ウォーカーたちと応戦を余儀無くされることになる。ミュンヘンではサムたちを撃退したものの、自身らもマティアスを失い、支持者らも取り締まりを受け、リガでニコも生命を奪われた末に難民キャンプも閉鎖されるという潰し合いを招いていった。
そしてGRCの区画法令の採決阻止というこれまでにない規模のテロ実行のために、ニューヨークへ渡米し、バトロックや多数の支持者らを加勢させ、会議場を占拠すると同時に潜り込ませると、GRCの議員たちをヘリや装甲車に閉じ込めて連行するが、サムとバッキー、ウォーカーの活躍で議員たちを救出され、シャロンやジモらによってカーリらは絶命したため、事実上壊滅する。